# Tabù - Gohatto
Tabù - Gohatto (御法度?, Gohatto, lett. "Leggi" o "Regole") è un film del 1999 diretto da Nagisa Ōshima e segna il suo ritorno al cinema dopo un ictus che lo aveva colpito alcuni anni prima.

## Trama
È la storia di un ragazzo, Sozaburo Kano, che vuole entrare a tutti i costi nella Shinsengumi, anche se potrebbe continuare il lavoro del padre, affermato mercante. Insieme a lui sostiene la prova un altro ragazzo, Hyozo Tashiro. Entrambi verranno reclutati per la loro bravura e presto si conosceranno. Kano diventerà però famoso per i suoi amori omosessuali, che scombussoleranno gli uomini della Shinsengumi.

## Distribuzione
Fu presentato in concorso al 53º Festival di Cannes.